# Onychodactylus japonicus
Onychodactylus japonicus é uma espécie de anfíbio caudado pertencente à família Hynobiidae. Endêmica do Japão.